# 第一次クレミンナの戦い
第一次クレミンナの戦い（だいいちじクレミンナのたたかい、英: First Battle of Kreminna）は、ウクライナのルハーンシク州セヴェロドネツィク地区クレミンナで起きたロシア軍とウクライナ軍の戦闘である。ウクライナ東部攻勢の緒戦と見なされている。

## 背景
人口18000人のクレミンナは、車でわずか1時間のところにあるドネツィク州クラマトルスクへの通り道となり、ロシアのウクライナ侵攻の勃発以降、戦略的な場所となっている。

## 戦闘経過
4月18日、ロシア軍がクレミンナに侵攻し、ルハーンシク州知事のセルヒイ・ハイダイは、市街戦が始まり、避難できないと発言した。戦車などが侵入し、市民がロシア軍に包囲された。包囲するロシア軍は全方向から攻撃した。戦闘は夜通し続き、激しい砲撃が市街地に浴びせられた。その後、19日にロシア軍が市役所を占領。その夜、州知事は、残りのウクライナ軍が撤退し、ロシア軍がクレミンナ全域を占領したと発表した。

## 余波
クレミンナはドンバス攻勢で最初に陥落した（ロシアが4月18日に発表）。州知事は、市民200人が死亡したが、それ以上に死者がいる可能性があると発表した。ウクライナ当局は、4月25日に、クレミンナ市役所のガス爆発でロシア軍に死者が出たと発表した。